# BMW 327
La BMW 327 è un'autovettura di fascia alta prodotta dal 1937 al 1941 dalla casa automobilistica tedesca BMW.

## Profilo e contesto
La 327 è da considerarsi come la versione sportiva della 326: con quest'ultima condivide la base meccanica, sebbene modificata, nonché i caratteri stilistici. Fu presentata nel novembre del 1937, andando ad integrare una gamma comprendente la più austera 326, la sportivissima 328 e la 320 di base.

### Caratteristiche
A differenziare la 327 a colpo d'occhio era la elegante e filante carrozzeria di tipo cabriolet: le forme della 327 erano eleganti, più snob e meno seriose di quelle della 326, pur condividendone i tratti stilistici generali, a partire dal frontale, caratterizzato dalla calandra a doppio rene a sviluppo verticale e dai tondi fari semincassati tra i due sinuosi ed avvolgenti parafanghi. Il parabrezza era diviso in due parti apribili singolarmente. Ai lati del cofano motore erano presenti prese d'aria di forma allungata che ricordavano quelle già viste nella 326, sebbene nella 327 fossero state ridisegnate nel loro profilo. Ovviamente, il corpo vettura era a sole due porte, con due soli finestrini laterali. Spesso si ricorreva a carenature sui passaruota posteriori, secondo la tendenza dell'epoca a privilegiare le forme aerodinamiche, molto diffusa nei tardi anni '30; spesso, inoltre, la vettura veniva ordinata nell'elegante verniciatura bicolore. Quest'ultimo lavoro di finitura veniva affidato a due dei migliori carrozzieri dell'epoca ossia la Ambi-Budd o la Autenrieth. Anche nella 327, come nella 326, la coda aveva un disegno molto sfuggente ed incorporava l'alloggiamento per la ruota di scorta. Nel complesso, la 327 introdusse un'impronta stilistica che, sebbene derivata strettamente dalla 326, puntò ad un nuovo corso stilistico che avrebbe caratterizzato anche le BMW del dopoguerra, fino alla fine degli anni '50.
L'abitacolo della 327 era molto elegante, caratterizzato da un posto guida dominato dal grande volante a tre razze dotato di clacson concentrico. Il cruscotto era a tre strumenti circolari, mentre sul lato destro della plancia era presente un vano portaoggetti.

### La tecnica della327
La 327 nasceva a partire dal telaio della 326, ma dal passo accorciato di 12 cm, praticamente identico nella misura a quello utilizzato per la 320, anche se in realtà si trattava di una base meccanica diversa, poiché si trattava di una struttura in scatolati anziché a longheroni e traverse a sezione ovale. L'architettura meccanica della 327 era quella classica delle vetture dell'epoca, ossia con motore anteriore longitudinale e trazione posteriore. Il comparto sospensioni prevedeva un avantreno a bracci trasversali con balestra trasversale ed un retrotreno ad assale rigido con balestre semiellittiche longitudinali. L'impianto frenante era di tipo idraulico e si avvaleva di quattro freni a tamburo.
Per quanto riguardava il propulsore, la vettura era equipaggiata dallo stesso motore della 326, vale a dire il 6 cilindri in linea M327 da 1971 cm³ con distribuzione a valvole in testa ed alimentazione a due carburatori. Nel caso della 327, però, tale motore fu leggermente rivisto, principalmente nel rapporto di compressione, salito da 6:1 a 6,3:1. Come risultato si arrivò ad erogare 55 CV di potenza massima, contro i 50 della 326.
Inalterata la trasmissione, che poteva contare su una frizione monodisco a secco ed un cambio manuale Hurth a 4 marce con meccanismo di ruota libera su prima e seconda marcia A richiesta erano disponibili due cambi, sempre a 4 marce, ma completamente sincronizzati e rispettivamente prodotti ancora dalla Hurth oppure dalla ZF.
La 327 raggiungeva una velocità massima di 125 km/h, contro i 115–120 km/h della 326, in virtù della maggior potenza ottenuta dal motore.

## Evoluzione e versioni

### I tardi anni '30

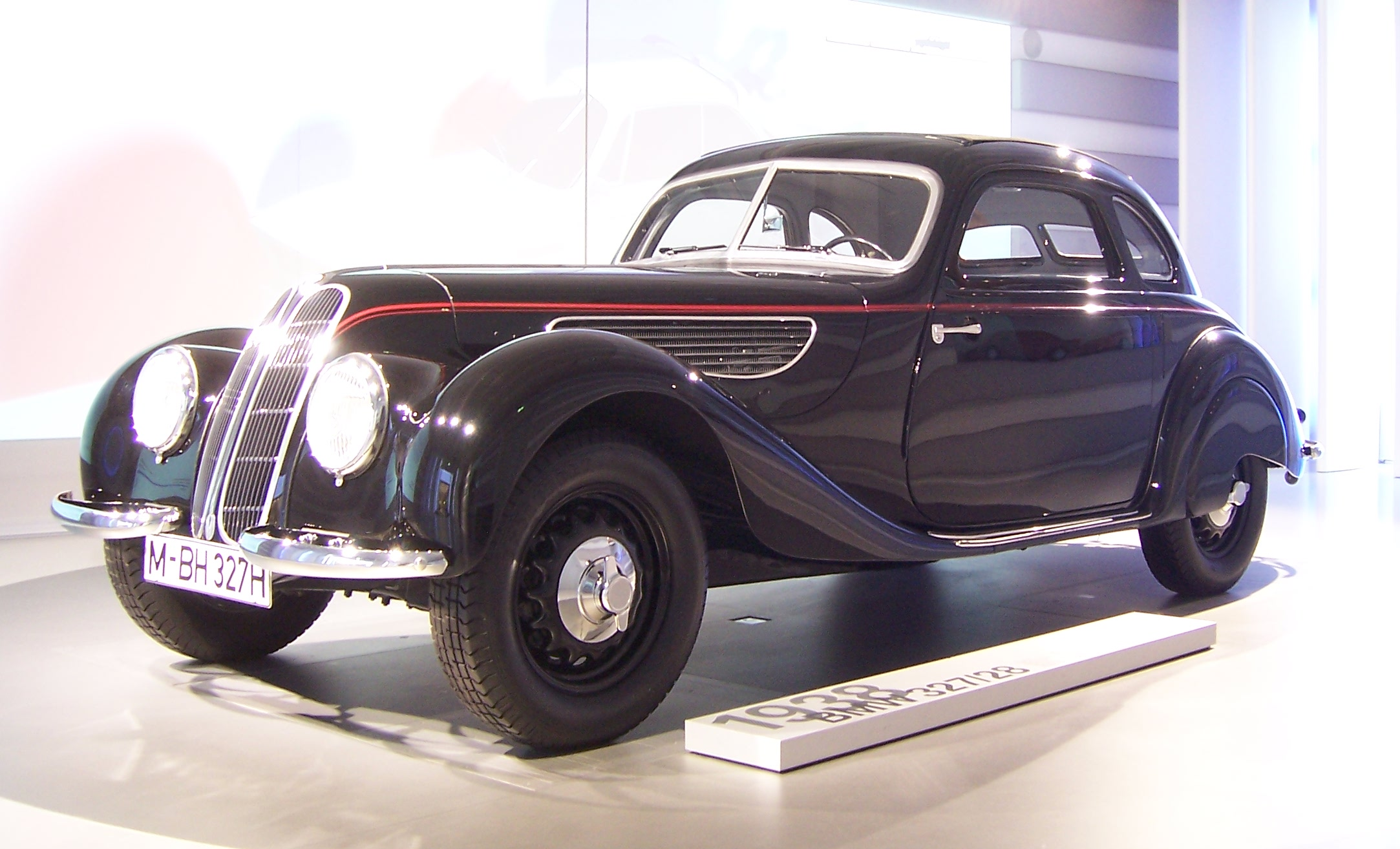
Una 327 Coupé

Nel maggio 1938 la gamma si ampliò con l'arrivo della 327 Coupé, voluta per offrire maggior comodità a bordo anche i passeggeri posteriori, sebbene la vettura mantenesse una configurazione di tipo 2+2, ossia con due posti comodi davanti e due di fortuna dietro. Altra differenza rispetto alla cabriolet stava nell'incernieratura delle portiere, posteriore sulla coupé e anteriore sulla cabriolet. Meccanicamente le due varianti di carrozzeria erano identiche. In effetti, l'esigenza da parte della casa bavarese di diversificare la gamma della 327 nacque dal fatto che questo modello faticò inizialmente nelle vendite: questo perché la clientela BMW più conservatrice non riuscì ad inquadrare la presenza di una vettura sportiveggiante di così alto lignaggio (di fatto la 327 era la versione di punta della gamma BMW fra il 1937 ed il 1938) dopo che al massimo si era cimentata sulla 319 Roadster, non si certo un fulmine di guerra e non ancora definibile un'auto di lusso a tutti gli effetti, sebbene non fosse certamente accessibile a tutti. Ma la BMW aveva mire ambiziose e già con l'avvento della 326 stessa aveva lanciato la sfida alla Mercedes-Benz. Con la 327 ribadì semplicemente questo suo obiettivo commerciale spostando più in alto l'asticella del livello delle sue vetture. Si tenga presente che non era passato neppure un decennio da quando la casa dell'Elica aveva debuttato sul mercato con la 3/15, una vettura dalle caratteristiche diametralmente opposte a quelle della 327.

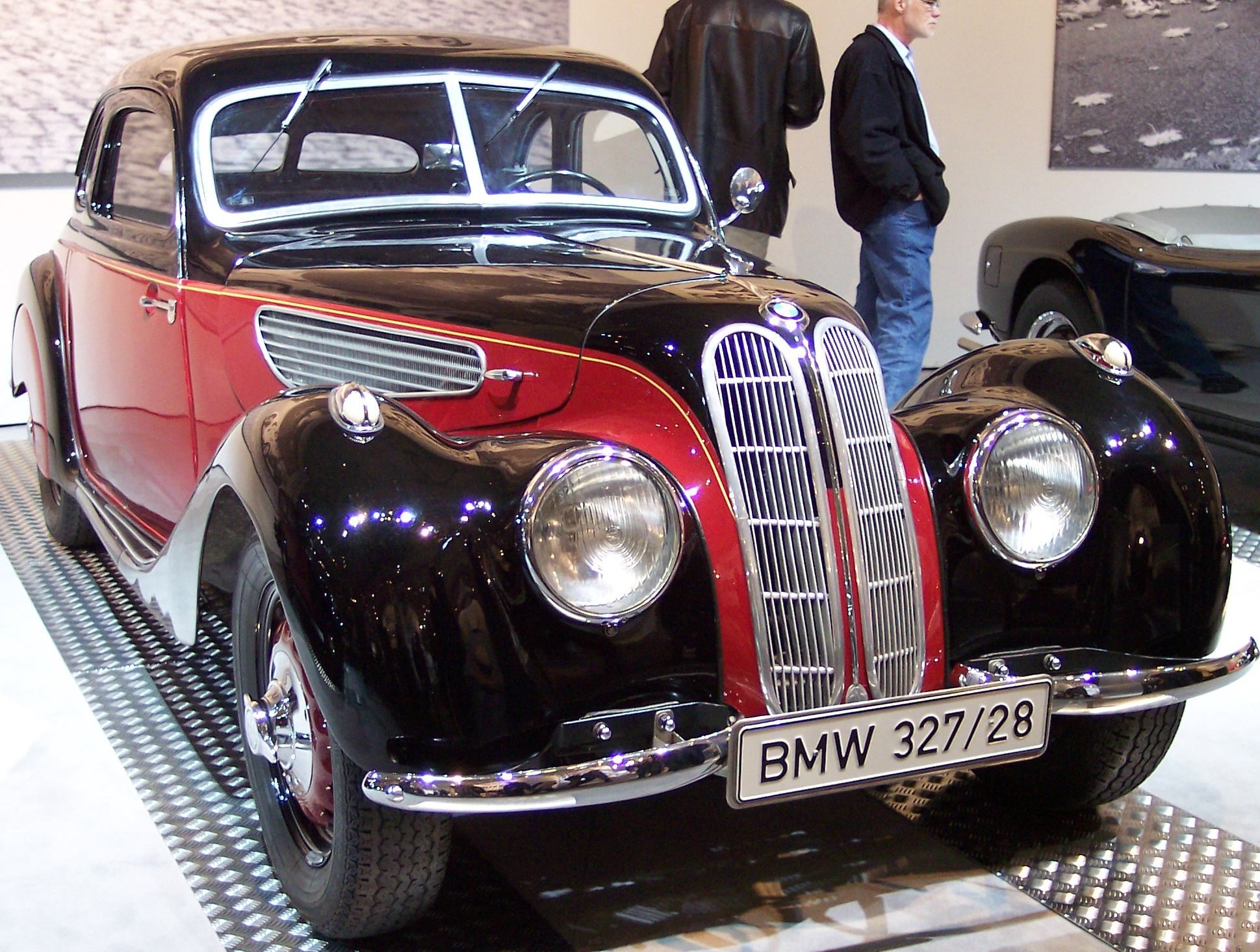
Una 327/28 Coupé

Ma già nell'agosto di quello stesso anno arrivò la versione di punta della gamma, ossia la 327/28, che come suggerisce il nome, ricevette un sostanzioso "bonus" di potenza grazie all'adozione del propulsore della sportiva 328, che tanti successi raccolse in quegli anni in campo agonistico. La potenza massima salì ad 80 CV e la velocità massima a 145 km/h. Tale versione era disponibile sia come coupé che come cabriolet. Anche l'esigenza di proporre un modello simile è da ricercare nel consenso parziale riscosso inizialmente dalla gamma 327, non solo per i motivi appena descritti, ma anche per la scarsa potenza del suo motore, i cui 55 CV, sebbene superiori ai 50 CV della 326 non potevano essere sufficienti per conferire adeguate doti dinamiche ad una vettura che volev proporsi come sportiva. La 327/28 nacque quindi con l'intento di solleticare finalmente l'interesse della potenziale clientela.
La 327 raccolse in ogni caso un moderato successo: le sue cifre di vendita furono penalizzate inizialmente anche dal prezzo di listino piuttosto elevato, mentre a partire dalla fine del 1939 vennero seriamente compromesse dallo scoppio della Seconda guerra mondiale. In 4 anni fu pertanto prodotta in 1.873 esemplari in totale, di cui 568 esemplari di 327/28 e due telai nudi.

### Il dopoguerra e la327d'oltrecortina

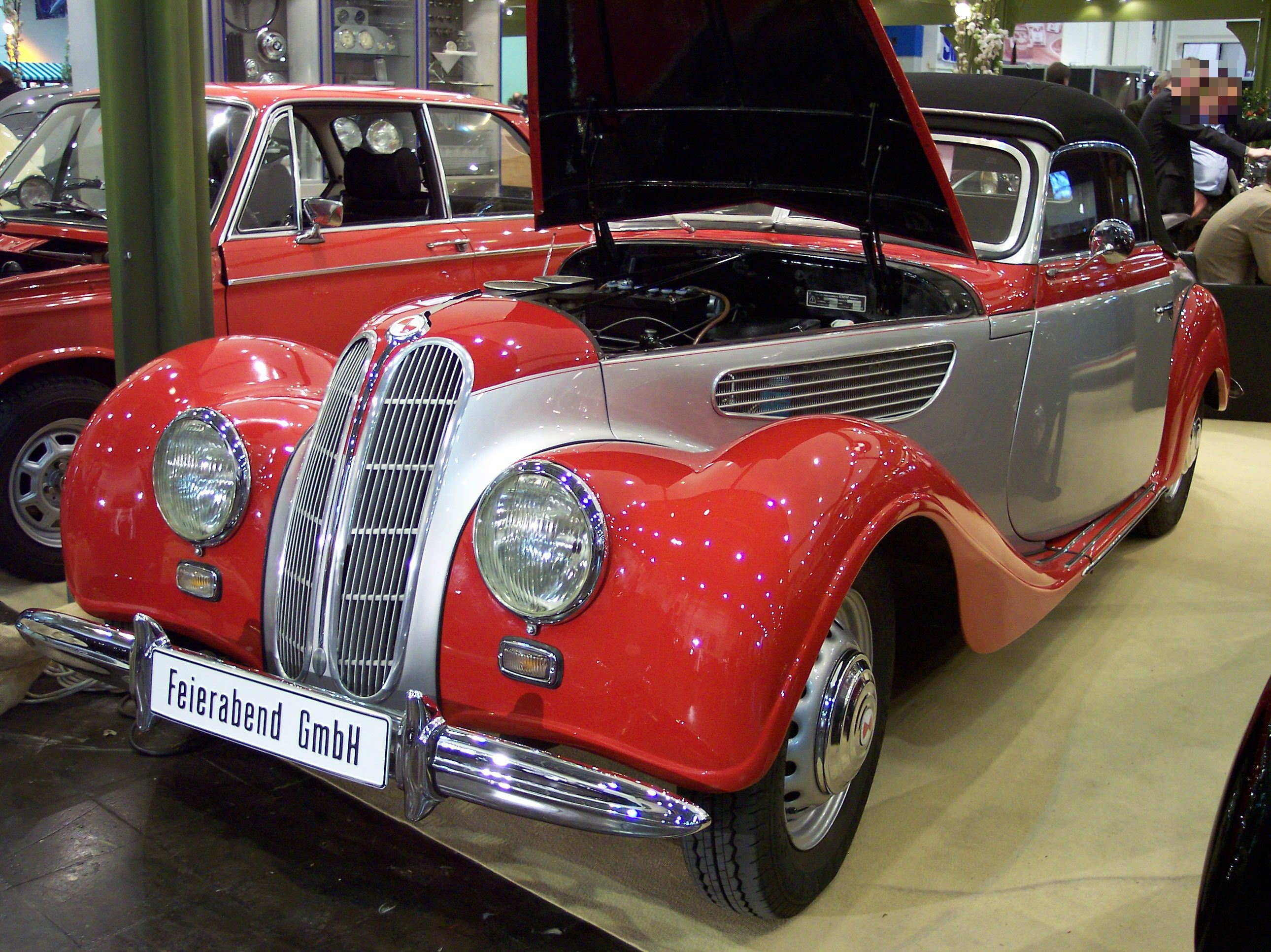
Una EMW 327 Cabriolet

A partire dal 1949, però, la 327 cominciò nuovamente ad uscire dalla linee di montaggio dello stabilimento di Eisenach, che nel frattempo era passato sotto il controllo militare sovietico, il quale continuò a far usare il marchio BMW di sua spontanea iniziativa, pur essendo privo della licenza. A partire dal 1952, quando fu costituita la Repubblica Democratica Tedesca e la fabbrica di Eisenach passò sotto il neonato governo tedesco-orientale, la BMW (che nel frattempo dovette rioriganizzare la sua produzione contando solo sullo stabilimento di Monaco di Baviera) costrinse la direzione della fabbrica di Eisenach a cambiare marchio, il quale a partire dal 1952 divenne EMW, simile a quello della BMW, ma con l'elica stilizzata bianco-rossa anziché bianco-azzurra. A partire da questa data, però, la fabbrica di Eisenach smise di costruire i lamierati per la 327, che invece vennero realizzati nella ex-carrozzeria Gläser, oramai ribattezzata VEB Karosseriewerk Dresden. La fabbrica di Eisenach si limitò solo alla realizzazione dei motori e dei telai nudi, visto che di lì a poco essa verrà convertita alla produzione delle IFA F9, a loro volta delle riproduzioni di modelli DKW. La 327 fu quindi riproposta con tale marchio, e con il nome di 327-2 per la cabriolet e 327-3 per la coupé, fino al 1955. Vi furono alcune differenze fra questa 327 e quella pre-bellica, in primis per alcuni particolari inerenti alla chiusura del cofano motore e in secondo luogo per il cofano mutuato dalla contemporanea 340 (a sua volta una 326 modificata sotto la supervisione delle autorità sovietiche). In totale vennero prodotte 489 unità di EMW 327.
Ma la BMW che andò a riprendere ufficialmente il testimone della 327 nel segmento delle coupé di fascia alta fu la 503, regolarmente prodotta dalla BMW durante gli anni '50.